# Eriochilus petricola
Eriochilus petricola är en orkidéart som beskrevs av David Lloyd Jones och Mark Alwin Clements. Eriochilus petricola ingår i släktet Eriochilus och familjen orkidéer. Inga underarter finns listade i Catalogue of Life.